# أنهيدريد الميليتيك
أنهيدريد الميليتيك هو مركب عضوي صيغته الكيميائية C12O9، وهو أنهيدريد حمض (بلا ماء) الميليتيك. 

## التحضير
جرى استخلاص المركب أول مرة سنة 1830 من الكيميائيين يوستوس فون ليبيغ وفريدرش فولر أثناء دراستهما عن «حجر العسل» ميليت. كما وصف المركب لاحقاً.

## الخواص
يوجد المركب في الشروط القياسية على شكل صلب أبيض اللون، وهو غير منحل عملياً في الماء، لكنه يذوب في حمض الأسيتيك (حمض الخل) وأسيتات الإيثيل وكذلك في الأسيتون وهيدروكينون؛ لكنه بالمقابل لا يذوب في ثنائي إيثيل الإيثر وفي الكلوروفورم. يتفكك المركب في الماء الساخن وفي الإيثانول.
يحافظ المركب على الخواص العطرية لحلقة البنزين.

## اقرأ أيضاً
- أنهيدريد حمض